# Beetlejuice (série télévisée d'animation)
Pour les articles homonymes, voir Beetlejuice (homonymie).
Beetlejuice, également intitulée Jus de coléoptère, est une série télévisée d'animation fantastique canado américaine en 94 épisodes de 22 minutes (109 segments), créée par Tim Burton d'après le film homonyme, produite par les studios Nelvana. Les 3 premières saisons ont été diffusées entre le 9 septembre 1989 et le 26 octobre 1991 sur le réseau ABC, et la quatrième saison entre le 9 septembre 1991 jusqu'au 7 mai 1992 dans le bloc de programmation Fox Kids.
En France, la série a été diffusée à partir de 1990 dans Décode pas Bunny sur Canal+. Rediffusion à partir du 17 mars 1993 dans Télévisator 2 sur France 2, et Warner Studio. Puis dès le 1er juillet 1995 dans La Planète de Donkey Kong jusqu'au 14 février 1998 et puis par la suite sur France 3 dans l'émission Les Minikeums. Rediffusion dès 1999 sur Canal J, puis dès 2002 sur Cartoon Network. Elle a été aussi rediffusée sur M6 dans l'émission M6 Kid.

## Synopsis
Lydia vit une jeunesse ennuyeuse auprès de ses parents dans le monde du dehors. Pour tromper l'ennui, ou pour résoudre un problème elle fait appel à Beetlejuice, son ami originaire d'un autre monde, en prononçant trois fois son nom. Elle se retrouve alors en compagnie de ce personnage loufoque et burtonien pour aller vivre des aventures dans le monde de Beetlejuice, un monde parfois gothique, souvent burlesque où vivent Ginger l'araignée amatrice de claquettes, Jacques le squelette français et autres monstres en tout genre parmi lesquels les serpents de sables que Beetlejuice redoute. Monde dans lequel Lydia, un peu gothique dans l'âme, se sent plutôt à l'aise.

## Distribution

### Voix originales
- Stephen Ouimette : Beetlejuice, Snugglejuice, Posijuice, Negajuice
- Alyson Court : Lydia Deetz
- Elizabeth Hanna : Delia Deetz
- Roger Dunn : Charles Deetz
- Harvey Atkin : Lipscum
- Tara Strong (créditée sous le nom de Tara Charendoff) : Bertha, Claire Brewster, Little Miss Warden
- Len Carlson : The Monster Across the Street, Judge Mental, Barf Birfman, Mayor Maynot, Mr. Juice, Uncle Clyde
- Tabitha St. Germain : Prudence
- Keith Knight : Flubbo, Armhold Musclehugger, Chester Slime, Dr Zigmund Void
- Ron Rubin : Germs Pondscum
- Colin Fox : Dragster of Doom
- Keith Hampshire : Doomie
- Joseph Sherman : Scuzzo the Clown
- David Goldberg : Fuzzo the Clown
- Stuart Stone : Ramon
- Dan Hennessey : Jesse Germs, Captain Kidder, Bully the Crud
- Peggy Mahon : Mrs. Bugsley, Aunt May
- Susan Roman : Miss Shapen, Percy, Poopsie, Poopette, The Monstress Across the Street, Mrs. Juice
- Richard Binsley : Donnyjuice
- Don Francks : Count Mein, Mr. Big
- Michael Stark : Fleagor
- Charles Kerr : Jacques
- Allan Stewart Coates : Ed
- John Stocker : Mr. Monitor, Bartholomew Batt
- Hadley Kay : Prince Vince

### Voix françaises
- Mario Santini : Beetlejuice
- Kelvine Dumour : Lydia Deetz
- Philippe Peythieu : Jacques le squelette, voix additionnelles
- Gilbert Levy : Charles Deetz, voix additionnelles
- Martine Meirhaeghe : Delia Deetz
- Claude Joseph : le Monstre de l'autre côté de la rue, le Maire, Mr Big
- Serge Faliu : Scuzzo le clown
- Jeanine Forney : Ginger l'araignée

## Épisodes

### Première saison (1989)
1. Les Bébés monstres (Critters Sitters)
2. Bille de clown (The Big Face-Off)
3. Des squelettes dans le placard (Skeletons In the Closet)
4. Beetlejuice fait de la plomberie (A Dandy Handy Man)
5. Sors de ma tête (Out of My Mind)
6. Horreur show (Stage Fright)
7. L'Arbre hanté (Spooky Tree)
8. Au secours, c'est la fête (Laugh Of The Party)
9. Serpent de sable (Worm Welcome)
10. Beetlejuice est un affreux voisin (Bad Neighbor Beetlejuice)
11. Les Horribles Colonies de vacances (Campfire Ghouls)
12. La Peste de l'Ouest (Pest O'The West)
13. Le Bazar du bizarre (Bizarre Bazaar)
14. Quand le chauve sourit  (Pat On the Back)
15. Poopsie (Poopsie)
16. Pic et pic et colégram (It's the Pits)
17. Prince de l'au-delà (Prince Of The Neitherworld)
18. Profites-en pour perdre la tête (Quite While You're A Head)
19. Beetlejuice a un cousin (Cousin B.J.)
20. Les Parents de Beetlejuice (Beetlejuice's Parents)

### Deuxième saison (1990)
1. Le Dragster infernal (Dragster Of Doom)
2. La Mort aux frousses (Scare And Scare Alike)
3. La Boutique des loufoques (Spooky Boo-tique)
4. La Conduite infernale (Driven Crazy)
5. Visa pour l'au-delà (Scummer Vacation)
6. Une virée chez les sorcières (Bewitched, Bothered & Beetlejuice)
7. Dr Beetle et Mr Juice (Dr Beetle et Mr. Juice)
8. Beetlejuice président (Running Scared)
9. Un vraiment drôle de couple (The Really Odd Couple)
10. Tiens donc ! (A-Ha!)
11. La Bicoque d'oncle BJ (Uncle B.J.'s Roadhouse)
12. L'Épouvantail (Scarecrow)
13. Le Fils inconnu (The Son Dad Never Had)

### Troisième saison (1991)
1. Titre français inconnu (Mom's Best Friend)
2. Titre français inconnu (Back To School Ghoul)
3. Titre français inconnu (Doomie's Romance)
4. Titre français inconnu (Ghost To Ghost)
5. Titre français inconnu (Spitting Image)
6. Titre français inconnu (Awards To the Wise)
7. Le Prince du Rock'N Roll (The Prince Of Rock'N Roll)
8. Titre français inconnu (A Ghoul & His Money)
9. Titre français inconnu (Brides Of Funkenstein)
10. Titre français inconnu (Beetledude)
11. Titre français inconnu (The Farmer In the Smell)

### Quatrième saison (1992)
1. La Déjante des siècles (You're History)
2. Crâne en furie (Raging Skull)
3. À pieds joints (Sore Feet)
4. La Guerre des fast food (Fast Food)
5. Motocyclones (Queasy Rider)
6. Un lézard dans les arts (How Green Is My Gallery)
7. Match nul (Keeping Up With The Boneses)
8. Les Oscars de la farce (Pranks For The Memories)
9. La Guerre du golf (Caddy Shock)
10. Tête en tête (Two Heads Are Better Than One)
11. La Belle et le Beetle (Beauty & The Beetle)
12. La Patrouille des loufedingues (Creepy Cookies)
13. Une histoire à faire frémir (Poe Pourri)
14. Cherchez l'oreille (Ears Looking At You)
15. Beetlescopie (Beetlebones)
16. Le Télé-thon c'est bon (Smell A Thon)
17. Concours de laideur (The Miss Beauty Juice Pageant)
18. Un monde bath bath (Sappiest Place On Earth)
19. Le Grand Sommeil (Brinkadoom)
20. Voyage très à l'étranger (Foreign Exchange)
21. Le Chevalier brayard (Family Scarelooms)
22. Le Sacerdoce comique (Them Bones, Them Funny Bones!)
23. L'Hôtel des maléfices (Hotel Hello)
24. La Fée de la douceur (Goody To Shoes)
25. Vidéo attrape-nigauds (Vidiots)
26. La Croisière des fantômes (Ship Of Ghouls)
27. Drôle de cocotte (Poultrygeist)
28. À la vie à la mort (It's A Wonderfull Afterlife!)
29. Premier prix de littérature (Ghost Writer In The Sky)
30. Beetlejuice en quarantaine (Cabin Fever)
31. La Fiancée du Beetle (Highs Ghoul Confidential)
32. Les Jeux cradolympiques (Rotten Sport)
33. Beetlejuice prend la mairie (Mr. Beetlejuice Goes To Town)
34. Le temps se gâte (Time Flies)
35. C'est la faute à Shakespeare (To Beetle Or Not Beetle)
36. Dé zastres (A Star Is Bored)
37. Le Frangin (Oh Brother!)
38. Beetlejuice gros nounours (Snugglejuice)
39. Un bled nommé cul-de-sac (In The Schticks)
40. Une sacrée salade (Recipe For Desaster)
41. À travers l'histoire (Substitute Creature)
42. Échec et Audimat (Ghoul Of My Dreams)
43. Terreur sur la prairie (Prairie Strife)
44. Moby Richard (Moby Richard)
45. L'Épreuve de farce (The Unnatural)
46. J'ai la mémoire qui flanche (Forget Me Nuts)
47. La Colonie d'Alcatraz (The Birdbrain Of Alcatraz)
48. Hôpital dégénéré (Generally Hysterical Hopital)
49. Super Zéros (Super Zeroes)
50. Rencontre du troisième âge (Beetlegeezer)
51. Grand, sale et bretzel (A very Grimm Fairy Tale)
52. Le Magicien d'Bouse (Wizard Of Ooze)
53. Qu'est-ce qui fait courir BJ ? (What Makes BJ Run)
54. C'est la zone (The Chromozone)
55. Gare au gorille (It's a Big, Big, Big, Big Ape)
56. Pièces détachées (The Neatherworld's Least Wanted)
57. Tais-toi et roule ! (Don't Beetlejuice & Drive)
58. Robin du blé (Robbin Juice of Sherweird Forest)
59. Mission imbécile (Midnight Scum)
60. Beetlejuice a une mauvaise mine (Gold Rush Fever)
61. Des tantes bien embêtantes (Relatively Pesty)
62. BJ contre Merlin (King BJ)
63. Ma langue aux chats (Catmandu Got His Tongue)
64. Voyage au centre de l'imaginaire (Journey To The Center Of The Neitherworld)
65. Beetlejuice et le complexe deux types (Not so Peaceful Pines)

## Commentaire
Beetlejuice est le seul personnage à bénéficier de la même voix française que le film qui est celle du comédien Mario Santini. Quant à Kelvine Dumour, qui à l'origine faisait la voix de Barbara (Geena Davis), double ici Lydia (la voix de cette dernière fût celle de Martine Reigner dans le film).

## Adaptation
La série a été adaptée en jeu vidéo sur Game Boy en 1992 sous le titre Beetlejuice.